# Fara v Býčkovicích
Fara v Býčkovicích je barokní budova v areálu usedlosti čp. 36 na severovýchodním okraji Býčkovic v okrese Litoměřice. Postavena byla roku 1741 a od roku 1964 je chráněná jako kulturní památka. Nachází se pravděpodobně v místech, kde od třináctého do patnáctého století stávala býčkovická komenda a zbořený kostel svatého Havla.

## Historie
Fara byla založena a z velké části postavena roku 1741, ale vzhledem k potížím způsobeným válkami o rakouské dědictví se mohl farář nastěhovat až roku 1749. Podle popisu z farní kroniky pořízeném nejspíše roku 1768 se farní areál skládal ze tří světnic, kanceláře, dvou komor, sklepu, sýpky, tří chlévů pro dobytek, stodoly, pivního a vinného sklepa, pekárny, rybích sádek, ovocné a parkové zahrady. Z průběhu osmnáctého a devatenáctého století se dochovala řada zpráv o drobných opravách, rozšiřování hospodářských budov, ale i o finančních nesnázích způsobených splácením nových varhan. Významnou změnou bylo zastřešení taškami, které na pokyn a náklady vrchnosti nahradily staré šindele. Stavební úpravy a udržovací práce probíhaly i v první polovině dvacátého století, ale v jeho druhé polovině byla budova využívána k bydlení a upravována bez ohledu na památkovou hodnotu. V budově staré školy, která je také součástí areálu, se zřítil krov včetně vnitřních příček a některých kleneb. Teprve v devadesátých letech dvacátého století, kdy areál přešel z majetku církve do soukromých rukou, začaly postupné opravy obou budov.

## Stavební podoba
Jednopatrová budova fary má obdélníkový půdorys a mansardovou střechu. Vchází se do ní po dvouramenném kamenném schodišti před jižním průčelím, které zdůrazňuje plochý rizalit zakončený trojúhelníkovým štítem. Vstupní portálek je zdobený oválnou kartuší. Přízemní místnosti jsou zaklenuté valenými klenbami s lunetami, zatímco prostory v prvním patře mají stropy ploché.
Do farního dvora vede barokní brána s diagonálními pilastry a výklenkem se sochou Anděla strážce.